# Deudorix democles
Deudorix democles är en fjärilsart som beskrevs av William Henry Miskin 1884. Deudorix democles ingår i släktet Deudorix och familjen juvelvingar. Inga underarter finns listade i Catalogue of Life.